# جون ري
جون راي (بالإنجليزية: John Ray)‏ زميل في الجمعية الملكية، هو عالم طبيعة إنجليزي (29 نوفمبر 1627 - 17 فبراير 1705)، يشار إليه على نطاق واسع من الآباء الأوائل لعلماء الطبيعة الإنجليز. كتب اسمه جون وري حتى عام 1670. ومنذ ذلك الحين استخدم «ري» بعد تأكده أن عائلته استخدمته من قبل. نشر أعمالًا مهمةً في علم النبات وعلم الحيوان واللاهوت الطبيعي. كان تصنيفه للنباتات في كتابه تاريخ النباتات «هيستوريا بلانتاروم» خطوة مهمة نحو علم التصنيف الحديث. رفض ري نظام التقسيم الديكوتومي الذي يصنف الأنواع وفقًا لنظام مسبق قائم على إما/أو النوع، وبدلًا من ذلك صنف النباتات وفقَا لأوجه التشابه والاختلاف التي نشأت عن المراقبة. ري من بين الأوائل الذين حاولوا تعريف مفهوم الأنواع بيولوجيًا.

## العمل
أمضى ري معظم وقته في دراسة التاريخ الطبيعي في كامبريدج، وهو موضوع شغله طوال حياته. عندما وجد ري نفسه غير قادر على تأييد ما هو مطلوب في «قانون بارثولومو أو قانون التوحيد» لعام 1662، استقال مع 13 من زملائه الآخرين في الكلية في 24 أغسطس 1662 بدلًا من ذلك أقسموا على إعلان العصبة الرسمية والعهد والتي لم تلزمهم بما أقسموا به. اقتبس توبياس سموليت السبب المعطى عن كاتب سيرة ري ويليام ديرهام:
«السبب في رفضه لم يكن (يقول كاتب سيرته) مثلما تصور البعض، فهو قُبل في عصبة الرسمية والعهد، لذلك لم يهتم، وأعلن عن اعتقاده أنه قسم غير قانوني غالبًا، ولكن لا يستطيع أن يقول لأولئك الذين أقسموا اليمين أنه لا يوجد أي التزام عليهم لأنه يخشى من احتمال حدوث ذلك».
اتفقت وجهات نظره الدينية عمومًا مع تلك التي فُرضت في عهد استعادة تشارلز الثاني للحكم في إنجلترا، واستمر (على الرغم من انشقاقه من الناحية الفنية) كعلماني في كنيسة إنجلترا الحكومية.
من هذا الوقت فصاعدًا يبدو أنه اعتمد بشكل أساسي على سخاء تلميذه فرانسيس ويلوبي، الذي جعل ري رفيقه الدائم أثناء إقامته. رتب ويلوبي بأن يحصل ري على 6 شلن في السنة لتعليم ابنَي ويلوبي بعد وفاته.
بدأ ري مع ويلوبي وتلاميذ آخرين (فيليب سكيبون وناثانيل بيكون) في ربيع عام 1663 جولة عبر أوروبا، عاد منها في مارس 1666 مفترقًا بذلك عن ويلوبي في مونبلييه، وواصل الأخير رحلته منها إلى إسبانيا. قام ري فيما سبق بثلاث رحلات مختلفة (1658، و1661، و1662) عبر الجزء الأكبر من بريطانيا العظمى، وحرر جورج سكوت عام 1760مختارات من مذكراته الخاصة بهذه الرحلات تحت عنوان مسارات السيد ري. نشر ري بنفسه تقريرًا عن سفره الخارجي عام 1673 بعنوان «ملاحظات طبوغرافية وأخلاقية وفيزيولوجية جُمعت عبر جزء من البلدان المنخفضة: ألمانيا وإيطاليا وفرنسا». عاد ري وويلوبي من هذه الجولة مثقلين بالمجموعات، والتي قصدوا بها وضع أوصاف منهجية كاملة لممالك الحيوانات والنباتات. تولى ويلوبي الجزء الأول ولكنه توفي عام 1672 تاركًا تحرير علم الطيور وعلم الأسماك لري، في حين استخدم ري المجموعات النباتية كأساس لكتابه «طريقة جديدة لترتيب النباتات» ولرائعته «التاريخ العام للنباتات» (ثلاثة مجلدات في الأعوام 1686 و1688 و1704). وصف النباتات التي جمعها في رحلاته إلى بريطانيا في «فهرس نباتات إنجلترا» عام 1670، والذي شكل الأساس للنباتات الإنجليزية لاحقًا.
انتخِب ري زميلًا في الجمعية الملكية في عام 1667، وفي عام 1669 نشر هو وويلوبي ورقة حول التجارب المتعلقة بحركة النسغ في الأشجار. قدم بحثًا لفرانسيس جيسوب عن حمض الفورميك إلى لجمعية الملكية عام 1671.
نشر ثلاثة مجلدات عن الدين في تسعينيات القرن التاسع عشر، أكثرها شعبية هي حكمة الله متجليةً في أعمال الخلق (1691)، وهي مقالة تصف الدليل على أن كل ما في الطبيعة والفضاء من إبداع الله مثلما يؤكد الكتاب المقدس. انتقل في هذا المجلد من تسمية وفهرسة الأنواع مثل خليفته كارل لينيوس. وبدلًا من ذلك نظر ري في حياة الأنواع وكيف عملت الطبيعة ككل، مع إعطاء الحقائق التي تعتبر برهانًا لإرادة الله المعبر عنها في خلقه للجميع «ما يُرى وما لا يُرى» (الرسالة إلى أهل كولوسي 1: 16). أعطى ري وصفًا أوليًا لعلم تحديد أعمار الأشجار، موضحًا كيفية حساب عمر شجرة المران من حلقاتها.

## وصلات خارجية
- جون ري على موقع الموسوعة البريطانية (الإنجليزية)
- جون ري - قاموس أوكسفورد للسير الوطنيَّة (بالإنجليزية)